# ورانوف (ناحیه بنشوف)
ورانوف (به چکی: Vranov) یک منطقهٔ مسکونی در جمهوری چک است که در ناحیه بنشوو واقع شده‌است. ورانوف ۹٫۴۹ کیلومتر مربع مساحت و ۳۴۳ نفر جمعیت دارد و ۳۵۶ متر بالاتر از سطح دریا واقع شده‌است.